# ۷۰۱ (میلادی)
۷۰۱ (میلادی) هفتصد  و یکمین سال تقویم میلادی است.

## رویدادها
۳۰ اکتبر - ژان ششم پس از پاپ سرگیوس به عنوان ۸۵مین پاپ انتخاب شد.

## زادگان
- لی بای، شاعر چینی
- وانگ وی، شاعر، موسیقیدان، نقاش و بازرگان دوره امپراتوری تانگ در چین

## درگذشتگان
- ۸ سپتامبر - سرگیوس، از پاپ‌های کلیسای کاتولیک رم

‎